# Clidemia densiflora
Clidemia densiflora är en tvåhjärtbladig växtart som först beskrevs av Paul Carpenter Standley, och fick sitt nu gällande namn av Henry Allan Gleason. Clidemia densiflora ingår i släktet Clidemia och familjen Melastomataceae. Inga underarter finns listade i Catalogue of Life.